# ديجيتال مارس
ديجيتال مارس (بالإنجليزية: Digital Mars)‏ هي شركة برمجيات أمريكية يملكها والتر برايت. تقوم الشركة بإنتاج مترجمات للغتي سي وسي++، وبيئات التطوير المتكاملة لويندوز ودوس.
اكتسبت الشركة انتباه مجتمع تطوير البرمجيات لتطويرها لغة البرمجة دي.

## وصلات خارجية
- الموقع الرسمي.